# ويليام غرايمز (صحفي)
ويليام غرايمز (بالإنجليزية: William Grimes)‏ هو صحفي أمريكي، ولد في 25 يوليو 1950 في هيوستن في الولايات المتحدة.

## وصلات خارجية
- ويليام غرايمز على موقع الموسوعة البريطانية (الإنجليزية)